# Rui Pereira da Silva
Rui Pereira da Silva foi um nobre do Reino de Portugal, Alcaide-mor de Silves, senhor do reguengo de Sagres, vedor da Fazenda e Guarda-mor do Infante D. João filho do rei D. João III, desde 1549 até 2 de Janeiro de 1554 (quando se dá a morto do referido príncipe) e possivelmente serviu o rei até ele ter falecido.

## Relações familiares
Era filho de João da Silva, 6º senhor de Vagos,  e de Joana de Noronha ou D. Joana de Castro, filha de Diogo Pereira, 2º conde da Feira e D. Brites ou Beatriz de Noronha, que também surge em documentos com o nome de  D. Beatriz de Meneses, (casaram por contrato aprovado pelo rei em 5 de dezembro de 1486), filha de D. João de Noronha, o Dentes, governador e capitão de Ceuta, combatente em Alcácer Ceguer.
Casou com sua tia D. Isabel da Silva (também chamada de Isabel Coutinho), senhora do Morgadio de Santo António de Casais, perto de Monchique (instituído por seu pai), filha e herdeira de D. Fernando Coutinho, bispo de Lamego e do Algarve (que para ela comprara também a Henrique Moniz a alcaidaria-mor de Silves) e de Isabel Vilarinho, filha de Fernão Caldeira.
Tendo deste casamento havido os seguintes filhos:
- Vicência de Castro casada com D. Antão Soares de Almada, 5.º conde de Abranches.[9]
- Juliana de Meneses casada com Nuno da Cunha, que morreu na "Índias Orientais". Sem geração.[10]
- Maria da Silva, 2.ª mulher de D. Pedro da Cunha, herdeiro do morgado da Tábua (filho de D. Aires da Cunha, morgado e 14.º senhor de Tábua),[2][11] que foi capitão-mor de Lisboa, e general das galés e armada de Portugal nos reinados de D. João III, D. Sebastião e D. Henrique;[12] com geração, nomeadamente D. Rodrigo da Cunha e D. Lourenço da Cunha.
- Fernão da Silva,[13] moço fidalgo, vedor da Fazenda e herdeiro da casa de seu pai, a quem sucedeu como alcaide de Silves. Foi casado com Madalena de Lima, filha de Pedro de Castelo-Branco, capitão de Ormuz e comendador de Santa Maria de Vila de Rei. Com geração, nomeadamente o vice-rei da Índia, Pedro da Silva, e D. Luísa da Silva Pereira, condessa de São Lourenço pelo seu casamento com o seu primo Pedro da Silva, 1.º conde de São Lourenço. [14]
- Nuno Álvares Pereira, "que em criança era muito endiabrado".[15]
- D. Aires da Silva, bispo do Porto
- Frei João da Silva, pregador de Dom Sebastião[14].
- Jorge da Silva
- Jerónimo da Silva, religioso